# Magnum (bottiglia)

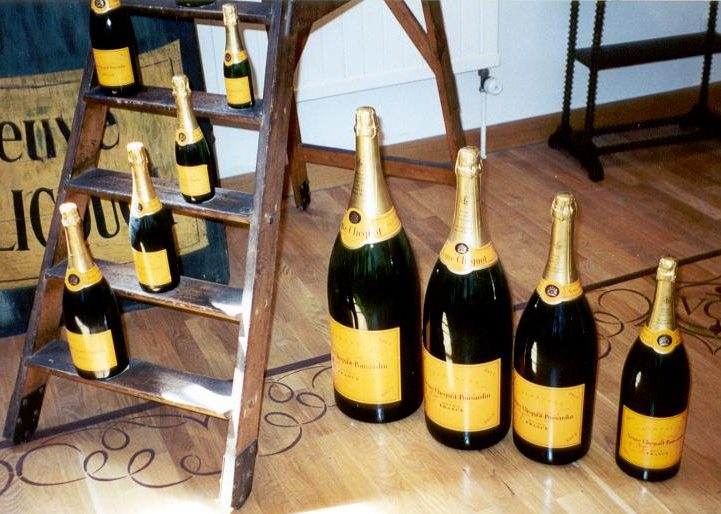
La bottiglia sul primo gradino della scala

Magnum è un tipo di bottiglia modello champagnotta, solitamente usata per champagne o altri vini spumanti, della capacità di 1,5 litri pari a 2 bottiglie da 0,75 litri. Non è particolarmente diffusa ed il suo utilizzo è molto limitato, almeno in confronto al formato da 0,75 litri.